# Denis Fasolo
Denis Fasolo (Padova, 29 aprile 1975) è un attore italiano.

## Biografia
Nato a Padova, si iscrive alla Scuola di recitazione del Teatro Stabile di Genova dove si diploma nell'anno 2000. È interprete in numerose serie televisive come Stiamo bene insieme nel 2002,  Don Matteo 3 nel 2002,  Distretto di Polizia 7 nel 2007 con la regia di Alessandro Capone e L'amore e la guerra con la regia di Giacomo Campiotti del 2007. Attivo anche al cinema dove recita in vari film, tra i quali La ragazza del lago con la regia di Andrea Molaioli.

## Filmografia

### Cinema
- Questo è il giardino, regia di Giovanni Davide Maderna (1999)
- Guarda il cielo: Stella, Sonia, Silvia, regia di Piergiorgio Gay (2000)
- Per finta e per amore, regia di Marco Mattolini (2002)
- Un amore perfetto, regia di Valerio Andrei (2002)
- Fortezza Bastiani, regia di Michele Mellara e Alessandro Rossi (2002)
- Silenzio, cortometraggio, regia di Giuliana Cau e Valentina De Amicis (2006)
- La ragazza del lago, regia di Andrea Molaioli (2007)
- Quando la notte, regia di Cristina Comencini (2010)
- Romanzo di una strage, regia di Marco Tullio Giordana (2011)
- Vacanze di Natale a Cortina, regia di Neri Parenti (2011)
- Il giovane favoloso, regia di Mario Martone (2014)
- Mamma o papà?, regia di Riccardo Milani (2017)
- Delta, regia di Michele Vannucci (2022)

### Televisione
- Stiamo bene insieme – miniserie TV (2002)
- Don Matteo – serie TV (2002)
- Doppio agguato – miniserie TV (2003)
- Distretto di Polizia 5, regia Lucio Gaudino – serie TV, episodio 5x04 (2005)
- L'amore e la guerra – miniserie TV (2007)
- Distretto di Polizia 7, regia di Alessandro Capone – serie TV, episodio 7x08 (2007)
- I liceali– serie TV (2009)
- La scelta di Laura – serie TV (2009)
- Caccia al Re - La narcotici – miniserie TV (2011-2012)
- Le mani dentro la città – serie TV (2014)
- Mister Ignis - L'operaio che fondò un impero – miniserie TV (2014)
- I delitti del BarLume – serie TV (2015)
- Di padre in figlia – serie TV (2017)
- Il miracolo – serie TV (2018)
- Bella da morire, regia di Andrea Molaioli – miniserie TV (2020)
- Don Matteo 12, episodio Non commettere adulterio (2020)
- L'ispettore Coliandro, regia dei Manetti Bros. – serie TV, episodio 8x02 (2021)
- La sposa, regia di Giacomo Campiotti – miniserie TV (2022)
- Romulus – serie TV, 6 episodi (2022)
- La legge di Lidia Poët, regia di Letizia Lamartire – serie TV, episodio 1x05 (2023)
- Un'estate fa, regia di Marta Savina – miniserie TV, episodio 4 (2023)
- Kostas, regia di Milena Cocozza – serie TV, 6 episodi (2024)
- Stucky, regia di Valerio Attanasio – serie TV, episodio 1x03 (2024)

## Teatro
- Le bizzarrie di Belisa di Lope de Vega, regia di Anna Laura Messeri (2000). Saggio della Scuola di recitazione del Teatro Stabile di Genova
- Cara professoressa di Ludmilla Razumovskaja, regia di Valerio Binasco, Teatro Stabile di Parma (2003)
- Iron di Rona Munro, regia di Paolo Zuccari, Teatro Belli di Roma (2004)
- Il lavoro rende liberi, di Vitaliano Trevisan, regia di Toni Servillo, Teatro Stabile di Torino (2005)
- Noccioline (Peanuts), di Fausto Paravidino, regia di Valerio Binasco (2007)
- Amleto di William Shakespeare, regia di Denis Fasolo, Ente Parco dei Colli Euganei (2009)
- Elektra di Hugo von Hofmannsthal, regia di Carmelo Rifici, Teatro Stabile del Veneto (2011)
- The Coast of Utopia, di Tom Stoppard, regia di Marco Tullio Giordana (2012)
- Lehman Trilogy di Stefano Massini, regia di Luca Ronconi, Piccolo Teatro di Milano (2015)
- Una tigre del Bengala allo zoo di Baghdad di Rajiv Joseph, regia di Luca Barbareschi (2015)
- Morte di Danton, di Georg Büchner, regia di Mario Martone, Teatro Stabile di Torino (2016)
- Toni Sartana e le streghe di Bagdàd, testo e regia di Natalino Balasso (2017)
- Il cerchio rosso di Vitaliano Trevisan, regia di Massimo Mesciulam, Teatro Stabile di Genova (2018)
- Arlecchino servitore di due padroni, di Carlo Goldoni, regia di Valerio Binasco (2018)
- Le affinità elettive, drammaturgia di Maria Teresa Berardelli, regia di Andrea Baracco (2019)
- La Bancarotta, di Vitaliano Trevisan, regia di Serena Sinigaglia (2019)
- Sogno di una notte di mezza estate di William Shakespeare, regia di Valerio Binasco, Teatro Stabile di Torino (2022)